# 上原元将
上原 元将（うえはら もとすけ）は、戦国時代から安土桃山時代にかけての武将。上原氏は元々備後国の国人で毛利氏に属し、毛利元就の娘婿となる。

## 生涯

### 毛利元就の娘婿
備後国世羅郡甲山の今高野山城を本拠とした国人である上原豊将の嫡男として生まれる。
父の豊将が毛利元就に属して天文22年（1553年）の備後経略に功を立てたことによって、元将は元就の三女である芳林春香を娶ることとなり、以後毛利氏の一族として重きをなした。具体的な婚姻時期は不明であるが、少なくとも元亀元年（1570年）12月20日に口羽通良が湯浅元宗に送った書状において「吉田御縁類」と記されているため、この時までには婚姻が行われていることが分かる。
天正2年（1574年）閏11月、毛利方の備中国人であった三村元親が毛利氏から離反して備中兵乱が始まると、元将も毛利方として従軍。同年12月26日に三村政親が守る備中西部の国吉城を毛利軍が包囲し攻撃を開始すると、敵わないと見た三村政親はしきりに降伏を申し出たが、小早川隆景は備中攻めの初戦であるため城兵は悉く討ち果たすべしと主張して降伏を認めず、国吉城への攻撃を続行。12月30日に三村政親が密かに国吉城を脱出したが、翌日の天正3年（1575年）1月1日に国吉城は陥落した。この時に毛利軍が討ち取った敵兵はほぼ全滅にあたる305人に及んでいるが、その内の3人を上原軍が討ち取っており、万代広介、高木包左衛門尉、小者衆がそれぞれ首級を1つずつ得ている。
天正7年（1579年）9月に宇喜多直家が毛利氏を離反して織田氏に味方し、同年10月には宇喜多信濃守に毛利方の備中忍山城を攻撃させて占領した。この宇喜多氏の動きに対し、毛利輝元は自ら吉田郡山城を出陣し、同年12月24日に吉川元春・小早川隆景と共に忍山城を総攻撃して翌12月25日夜に陥落させた。これによって宇喜多氏の勢力は備中国から駆逐され、輝元は次に美作国へと進軍する。備中国では、備前国との国境防備の強化のために備中国賀陽郡の各城の防備が固められ、元将は日幡城に入城した。

### 毛利氏離反
天正10年（1582年）4月に織田氏重臣の羽柴秀吉が備中攻撃を開始すると、元将が守る日幡城付近の宮路山城・冠山城・亀石城が相次いで陥落し織田氏に服属。秀吉は続けて5月7日に清水宗治の守る備中高松城を包囲した。この動きに対し、吉川元春と小早川隆景は高松城を救援するために高松城の西南十数町にある岩崎山まで軍を進めたが、高松城の救援は容易ではなかった。高松城への救援が進まない状況を見た元将は毛利氏の前途を悲観し、秀吉の調略に応じて織田氏へ降ることを決めた。
当時日幡城の二の丸を守っていた日幡景親は、元将の毛利氏離反の意志を知ると元将を強く諌めたが、元将は諫言を聞き入れず日幡景親を討ち果たして織田方へ寝返った。元将は宇喜多軍を日幡城に招き入れ、秀吉は木村重茲を検使として日幡城へ派遣した。元将の離反を知った国司元武は、6月5日に上原氏と所領が隣接し親密な間柄であり当時岩山城の守備していた湯浅将宗に連絡。湯浅将宗は岩崎山に在陣する吉川元春と小早川隆景に急使を派遣して元将の離反を報告し、自らの進退についての指示を仰いだ。元春と隆景は直ちに楢崎元兼に備中国と備後国の兵を率いさせて日幡城を攻撃。この攻撃に対して秀吉は自重して元将を救援しなかったため、直ぐに日幡城は陥落し、元将は城を脱して秀吉の下へ逃亡した。さらに楢崎元兼は毛利元就の三女である元将の正室を奪還して吉田郡山城へと送り届けた。
元将の離反は直ちに鎮圧されたが、元就の娘婿にあたる元将の毛利氏離反は毛利氏に大きな動揺を与え、織田氏との戦いに従軍中の三沢為虎や久代修理亮らの離反の風説が生じている。
羽柴秀吉の下へ逃れた元将は、後に秀吉から1000石を与えられ、天正12年（1584年）に客死した。